# Antxon Iturbe
Antxon Iturbe Martínez de Lecea, (Vitoria, Álava, 11 de abril de 1979) es un exjugador de baloncesto español. Con 2.03 metros de estatura, jugaba en la posición de ala-pívot. Es el hermano del también jugador de baloncesto Iker Iturbe.

## Trayectoria
- Universidad de George Washington (1997-2001)
- Gijón Baloncesto (2001-2007)
- Club Melilla Baloncesto (2007-2008)
- Club Baloncesto Villa Los Barrios (2008-2009)
- Baloncesto León (2009-2010)